# عبدالغفور (بازیکن فوتبال)
عبدالغفور (انگلیسی: Abdul Ghafoor; ۳ اوت ۱۹۳۸ – ۷ سپتامبر ۲۰۱۲) بازیکن فوتبال اهل پاکستان بود.
از باشگاه‌هایی که در آن بازی کرده است می‌توان به باشگاه ورزشی محمدان (داکا) اشاره کرد.
وی همچنین در تیم ملی فوتبال پاکستان بازی کرده است.